# Metrum (Musik)
Als Metrum (gr. μέτρον, métron: „Maß, Maßstab, pl. Maß und Gewicht; rechtes Maß, Richtschnur; Silben- und Versmaß“; lat. von metiri: „ab-, aus-, vermessen; zumessen, zuteilen; ermessen, beurteilen“; „Versmaß, kleinste rhythmische Verseinheit; in der Musik Zeitmaß, Taktart, Entlehnung im 19. Jh. von lat. metrum, Vers- und Silbenmaß“) werden die auf dem (ideellen) Tongewicht beruhenden und vom Taktsystem geordneten Betonungsverhältnisse (metrische Akzentuation) bezeichnet.

## Umfang und Abgrenzung des Metrumbegriffs
Das Metrum in der (europäischen) Musik ist, wie die Sprache, mit der sie ursprünglich eins war, ein künstlerischer Organismus, kein künstlicher Mechanismus, ihre Wissenschaft eine menschliche Institution, keine normative Lehre.
Das Tongewicht (schwer – leicht) ist, im Gegensatz zur instrumentalen Tonfarbe, zur Tonhöhe (hoch – tief), Tondauer (lang – kurz) und Tonstärke (laut – leise), keine genuine Toneigenschaft, sondern entsteht erst in dem kompositorischen und interpretatorischen Formungsprozess als eine interaktive, wertende, eben metrische Beziehung der Töne zueinander. Die erste musikalische Form ist das Intervall (melodischer Tonschritt oder harmonischer Zweiklang; lat. intervallum, „Zwischenraum, Entfernung, Abstand“); die erste künstlerische Form ist das metrisch definierte Intervall, das in zwei kontrastierenden Varianten (Metren) vorkommt, je nachdem welcher der beiden Töne als der ‚gewichtigere’ hervorgehoben wird. Damit wird das durch seine tonale Spannung bereits charakterisierte Intervall (Prim, Sekunde, Terz usw.) zur kleinsten Bedeutungs- bzw. Sinneinheit, die bereits eine Motivsilbe sein kann.
„Die Begriffe Rhythmus und Metrum sind in ihrer allgemeinen Bedeutung, aber auch im speziell musikalischen und musiktheoretischen Gebrauch außerordentlich umstritten“; „Zwischen den Begriffen, die sich mit der Bewegung in der Musik befassen, Rhythmus, Zeit, Tempo, Takt, Metrum, Akzent, herrscht eine beharrliche Verwirrung“. Begriff kommt von begreifen, nicht von verstehen. Will man lebendige Vorstellungen (den Wortsinn) statt abstrakte (die Wortbedeutung), dann müssen die Begriffe unmittelbar am Gegenstand gebildet werden.
Das Urelement der Musik ist der Ton, der bereits eine schöpferische Leistung darstellt, insofern spezielle Instrumente erfunden und gebaut werden, um angenehme, klangvolle, charakteristische, kurz schöne Töne erzeugen zu können. Der physikalische Ton als Schwingung von bestimmter Frequenz und Amplitude (Schall) ist kein solcher.
Wenn vom Metrum gesprochen wird, wird immer auch der Rhythmus (gr. ρυθμός rhythmós: Takt, gleichmäßige, geregelte, harmonische Bewegung; Ebenmaß, Gestalt; angeblich von ρέω fließen, strömen) herangezogen, nur müssen beide Begriffe sauber definiert sein, umso mehr, als sehr viel Musik ohne Rhythmus auskommt, z. B. der Plainchant (lat. planus cantus, fr. plain-chant, chant grégorien, engl. auch plainsong, it. canto fermo), der „aus Tönen gleicher Dauer komponierte katholische Kirchengesang“; oder die aus einem einzigen Notenwert gebildeten Suiten- und Sonatensätze für Violine solo von J. S. Bach.
Die Grundbedeutung des musikalischen Rhythmusbegriffs ist die Aufeinanderfolge unterschiedlich langer Töne und Pausen (‚Quantitätsrhythmik’); letztere stellen einen rhythmischen Wert dar, haben aber kein metrisches Gewicht. Der Rhythmus fußt auf der Toneigenschaft der Dauer als ein sowohl physikalisch wie musikalisch relatives Zeitmaß. Die Tondauer wird weder von den anderen Toneigenschaften – Höhe, Stärke, Farbe, Gewicht – beeinflusst, noch beeinflusst sie die anderen, weil diese nicht zeitlicher Natur sind. Der Rhythmus in der Musik ist schlicht ihr Vitalprinzip, er bildet den lebensvollen Bewegungsablauf der Melodie, formt und gliedert sie aber nicht, sondern „zerteilt oder zerlegt die Zeit“ (Aristoxenos von Tarent Ende des 4. Jh. v. Chr.) Eine (künstlerisch-zeitlose) Qualität bekommt der Rhythmus erst durch die Gliederung der melodischen Linie in formale – figürliche und motivische – Rhythmen (Phrasierung). Nach Platon (Πολιτεία Politeia, 2. Buch 30) „ist das Melos aus Logos (gr. λόγος, |logos, „Wort, Ausspruch, Überlegung, Bedeutung, Vernunft“), Harmonia (gr. ἀρμονία, |harmonia, „Verbindung, Ebenmaß, Harmonie, Einklang, Wohlklang“) und Rhythmos zusammengesetzt“, wobei „Harmonia und Rhythmos dem Logos zu folgen haben“.
Ein weiterer Zeitfaktor ist das Tempo (langsam – schnell; lat. tempus, „Zeit; passende, rechte Zeit“). Es hat starken Einfluss auf die Ausführung des Metrums: je schneller gespielt wird, umso weniger können die Subtilitäten, welche bedeutende Musik auszeichnen, wiedergegeben werden. Daher sollte das Tempo flexibel gehandhabt werden: die Agogik oder Tempo rubato ist neben der metrischen Akzentuation das wichtigste Mittel, die kleinformalen Strukturen zu Gehör zu bringen.
Form (lat. forma, „Form, Gestalt, Figur; schöne Gestalt, Schönheit; Art, Beschaffenheit, Charakter; Gebilde, Bild, Erscheinung, Ideal“; griechisch. μορφή, |morphé) ist der Zusammenschluss von Einzelnem zu einem sinnvollen Ganzen, das mehr ist als die Summe seiner Teile. Form ist Gesetz und Ordnung (Döblin). Die musikalischen Grundformen sind Figur, Silbe, Motiv und Phrase, die als selbständige, in sich geschlossene Tongestalten oder Klangbilder in der Ausführung metrisch gewichtet sein müssen, damit sie überhaupt als solche wahrgenommen werden können. Diese sogenannten Kleinformen, die zurecht musikalische Gedanken genannt werden, sind in der Notenschrift nicht eigens bezeichnet (der Bogen ist primär Artikulations-, kein Phrasierungszeichen), sondern müssen durch subtile Analyse zur Erkenntnis gebracht werden, was einen entwickelten Kunstsinn und Kunstverstand erfordert.
Die metrische Akzentuation (schwer – leicht) fällt nicht unter die musikalische Dynamik (stark – schwach), auch wenn diese für die Ausführung des Metrums meist mitverwendet werden muss. Die Tonstärke ist im Gegensatz zum Tongewicht ein physischer Wert (Lautheit), sie steht im Dienst des emotionalen Ausdrucks, das Metrum im Dienst der formalen Aussage. Der dynamische Akzent ist ein emphatischer, der metrische Akzent ein logischer (lat. accentus, „eine Übersetzung von gr. προσωδία, |prosōdía, Lehre von der Messung der Sprache im Vers und von dem Verhältnis von Ton [Betonung] und Wort“)
Das strukturelle Metrum als Bedeutung und Sinn vermittelnde Akzentuation findet sich nur noch in der Sprache, die im Gegensatz zur Musik nur ein Abbild der Wirklichkeit ist. Jedoch liegen die Entsprechungen von Laut und Ton, Wort und Motiv, Satz und Phrase offen zutage, ebenso diejenigen von schwerer und leichter Wort- und Motivsilbe. Die präzise Definition des Sprachmetrums kann daher vorbehaltlos auf die Musik übertragen werden: Im prosodischen Sinne schwer sind Töne, Silben und Motive dann, wenn sie schwerer, und leicht, wenn sie leichter wiegen als im Schnitt die Töne, Silben und Motive ihrer unmittelbaren Nachbarschaft. Der Sprachrhythmus hingegen – kurze und lange Vokale im Wort, kurze und lange Silben im Vers – ist nur in der Dichtung systematisch ausgebildet, wenn auch nicht annähernd in dem Maße wie der zahlenbasierte Musikrhythmus.

## Metrische Namen und Zeichen
Es gibt zwei polare metrische Grundwerte: ein Ton ist schwer (betont) oder leicht (unbetont). Ein betonter Ton (engl. stressed, fr. marqué) wird Schwere oder Hebung (Zeichen: ⚊) genannt, ein unbetonter Ton (engl. unstressed, fr. inaccentué) Leichte oder Senkung (Zeichen: ◡ ). Hebung und Senkung sind hier vom (lauten) Erheben und (leisen) Senken der Stimme abgeleitet; die schönen altgriechischen Namen Thesis (Setzen) und Arsis (Heben) stammen vom Setzen und Heben des Fußes im Tanz. Die beiden Tongewichte sind nur die Eckwerte einer fast grenzenlosen Skala, sie können durch Akzentzeichen weiter differenziert werden.
Das einzelne formale Metrum (Metron) heißt Klangfuß, nach dem Vorbild des Wort- bzw. Versfußes. Die wichtigsten Klangfüße sind: Trochäus ⚊ ◡ , Jambus ◡ ⚊ , Daktylus ⚊ ◡ ◡ , Amphibrachys ◡ ⚊ ◡ , Anapäst ◡ ◡ ⚊ , Erster ⚊ ◡ ◡ ◡ , Zweiter ◡ ⚊ ◡ ◡, Dritter ◡ ◡ ⚊ ◡ , Vierter Päon ◡ ◡ ◡ ⚊ .

## Die Notation des Metrums
Der Takt dient der Notation des (abstrakten) Metrums. Er ist gekennzeichnet durch (1) seinen gleichmäßigen zeitlichen Grundschlag (Puls, Beat), der oft schon als ‚Takt’ bezeichnet wird; (2) seinen inhaltlichen Umfang in Notenwerten (z. B. Zwei-Viertel-, drei-Achtel-Takt); (3) den Taktstrich, der die erste Taktzeit, die Eins, als schweren, zu betonenden Taktteil und damit die übrigen als leichte bezeichnet. In einem Musikstück ist der Takt ein zugrunde liegendes Betonungsschema (ein mit der Schwere einsetzendes Metron), das sehr häufig einem Wechsel unterliegt, weil das reale, klingende Metrum nicht an den Takt, sondern an das Motiv gebunden ist.
Die grundlegenden Taktarten sind der Zweier- oder binäre, der Dreier- oder ternäre, der Vierer- oder quaternäre Takt.
Der Takt wird in den Schlagfiguren der Chor- und Orchesterleiter sichtbar: die Anzahl der Schläge und die Betonung durch den Niederschlag. Akustisch kann man den Takt durch metrisches, starkes und schwaches Klopfen bilden:
Zweiertakt: ⚊ ◡ ⚊ ◡, Dreiertakt: ⚊ ◡ ◡ ⚊ ◡ ◡, Vierertakt: ⚊ ◡ ◡ ◡ ⚊ ◡ ◡ ◡

## Metrische Systematik
Theoretisch lassen sich vom Zweiertakt ein Trochäus und Jambus, vom Dreiertakt ein Daktylus, Anapäst und Amphibrachys, vom Vierertakt ein Erster, Vierter, Dritter und Zweiter Päon ableiten:

Ist ein Taktteil rhythmisch unterteilt, so kann sich ein weiterer, im Zweiertakt ein dritter Klangfuß ergeben. (Und umgekehrt führt ein doppelter Notenwert zum Wegfall eines metrischen Elements und damit eines Klangfußes.)

## Die Synkope
Ein der Musik ganz eigenes metrisches Phänomen ist die Synkope, die Spannung zwischen dem Taktakzent und einem von diesem  abweichenden Melodieakzent, realisiert durch einen schweren, d. h. durch Dauer, Lautstärke oder Tonhöhe akzentuierten Ton auf metrisch leichtem Taktteil. Der Begriff ist von dem altgriechischen Wort συγκοπτω, zusammenschlagen, -stoßen, -treffen, aufeinanderprallen abgeleitet. Für die Synkope gibt es kein spezielles Schriftzeichen, sie bleibt im Notentext meist unbezeichnet oder benutzt ein einfaches, dynamisches Akzentzeichen (>, sf).